# Rosa Clemente
Rosa Alicia Clemente (Nueva York, 18 de abril de 1972) es una periodista, política y activista estadounidense. Fue la compañera de fórmula para la vicepresidencia de la candidata del Partido Verde en 2008, Cynthia McKinney, en las elecciones presidenciales de Estados Unidos de 2008.

## Carrera
El trabajo académico de Clemente se ha centrado en la investigación de las luchas de liberación nacional dentro de los Estados Unidos, con un enfoque específico en el Partido Young Lords y el Ejército Negro de Liberación. Mientras era estudiante de la Universidad de Albany fue presidenta de la Alianza Negra de la Universidad Estatal de Albany (ASUBA) y directora de Asuntos Multiculturales de la Asociación Estudiantil. En Cornell fue miembro fundador de La Voz Boriken, una organización social y política dedicada a apoyar a los prisioneros políticos puertorriqueños y la independencia de Puerto Rico.
Como periodista, Clemente ha escrito para publicaciones como Clamor, The Ave., The Black World Today, The Final Call y para numerosos sitios web. Ha sido objeto de artículos en Village Voice, The New York Times, Urban Latino y The Source, además de registrar apariciones en CNN, MSNBC, C-SPAN, Democracy Now! y Street Soldiers. En 2001 fue representante de la juventud en la Conferencia Mundial de las Naciones Unidas contra la Xenofobia, el Racismo y las Formas Conexas de Intolerancia en Sudáfrica y en 2002 la revista Red Eye la reconoció como una de las principales activistas del momento.
En julio de 2008, Clemente fue elegida compañera de fórmula de la excongresista Cynthia McKinney. Tres días después, el 12 de julio, fue confirmada como candidata a la vicepresidencia del Partido Verde de los Estados Unidos en su convención anual. Un mes después, Clemente y McKinney aparecieron en una serie de eventos en Denver, Colorado, epicentro de la Convención Nacional Demócrata de 2008.
El día de las elecciones, McKinney/Clemente recibieron 161.797 votos (0,12% del voto popular).